# Raša, Istrska županija
Raša (italijansko Arsia, narečno čakavsko Aršija) je istrsko mesto z okoli 1.500 prebivalci (2021) na Hrvaškem in sedež istoimenske občine (~3100 prebivalcev, nedavno še preko 3.500), ki upravno spada pod Istrsko županijo.

## Lega
Raša leži v jugozahodnem delu Istre v zaledju globokega istoimenskega zaliva, v katerega se izliva Raša  ob magistralni cesti Reka–Pulj okoli 4,5 km jugozahodno od Labina.

## Zgodovina
Na mestu današnje Raše je bila rimska cestna postaja Arsia.
Najmlajše istrsko mesto je nastalo v obdobju italijanske fašistične vladavine po letu 1936 ob premogovniku črnega premoga v bližnjem Krapanu kot eno "novih" mest. Premogovnik je obratoval do leta 1966, ko so ga zaprli.
Med letoma 1948 in 1951 je bila med Lupoglavom in Rašo izgrajena železniška povezava za rudnik in pristanišče.
Prva izkoriščanja premoga so se pričela že leta 1785. Največji izkop je bil dosežen med drugo svetovno vojno leta 1942, ko so izkopali 1,158.000 ton premoga.
V kraju stoji cerkev sv. Barbare, ki je oblikovana kot prevrnjen rudniški vagonček, zvonik ob cerkvi pa ima obliko rudarske svetilke.
Raša, popis 1991; skupaj: 1.970

## Demografija
| Pregled števila prebivalcev po letih | Pregled števila prebivalcev po letih | Pregled števila prebivalcev po letih | Pregled števila prebivalcev po letih | Pregled števila prebivalcev po letih | Pregled števila prebivalcev po letih | Pregled števila prebivalcev po letih | Pregled števila prebivalcev po letih | Pregled števila prebivalcev po letih | Pregled števila prebivalcev po letih | Pregled števila prebivalcev po letih | Pregled števila prebivalcev po letih | Pregled števila prebivalcev po letih | Pregled števila prebivalcev po letih | Pregled števila prebivalcev po letih |
| ------------------------------------ | ------------------------------------ | ------------------------------------ | ------------------------------------ | ------------------------------------ | ------------------------------------ | ------------------------------------ | ------------------------------------ | ------------------------------------ | ------------------------------------ | ------------------------------------ | ------------------------------------ | ------------------------------------ | ------------------------------------ | ------------------------------------ |
| 1857                                 | 1869                                 | 1880                                 | 1890                                 | 1900                                 | 1910                                 | 1921                                 | 1931                                 | 1948                                 | 1953                                 | 1961                                 | 1971                                 | 1981                                 | 1991                                 | 2001                                 |
| 0                                    | 0                                    | 0                                    | 0                                    | 0                                    | 0                                    | 0                                    | 0                                    | 2714                                 | 2888                                 | 2965                                 | 2211                                 | 2149                                 | 1970                                 | 1653                                 |